# Urbanus
Pour les articles homonymes, voir Urbanus (homonymie).
Genre
Urbanus est un genre qui regroupe plusieurs espèces de lépidoptères de la famille des Hesperiidae.

## Liste des espèces
Selon ITIS (10 juil. 2011) :
- Urbanus belli (Hayward, 1935)
- Urbanus dorantes (Stoll, 1790)
- Urbanus doryssus (Swainson, 1831)
- Urbanus esmeraldus (Butler, 1877)
- Urbanus procne (Plötz, 1881)
- Urbanus pronus Evans, 1952
- Urbanus proteus (Linnaeus, 1758)
- Urbanus simplicius (Stoll, 1790)
- Urbanus tanna Evans, 1952
- Urbanus teleus (Hübner, 1821)
- Urbanus velinus (Plötz, 1880)